# Harold Battiste
Harold Battiste (New Orleans, 28 oktober 1931 – 19 juni 2015)  was een Amerikaanse componist, arrangeur, muziekproducent en muziekdocent. Hij is vooral bekend vanwege zijn werk als arrangeur op platen van Barbara George, Sam Cooke, Joe Jones, Lee Dorsey, Sonny & Cher en Dr. John.

## Biografie
Battiste werd geboren als Harold Raymond Battiste Jr. Hij groeide op in het woningbouwproject "Magnolia Projects" en hoorde de Muziek van New Orleans bij hem om de hoek in de Dew Drop Inn. De grondbeginselen van de muziek leerde hij van zijn klarinetspelende vader. Hij studeerde aan de Dillard University en behaalde daar in 1953 een bachelorgraad in muziek. Hij leerde saxofoon, pianio en arrangement. Hij vormde in zijn universiteitjaren zijn eerste groep met Alvin Batiste op klarinet en Edward Blackwell op drums.
Zijn eerste succes als studioarrangeur was met "You Send Me", dat in 1957 een nr 1 hit werd van Sam Cooke voor het label Keen Records, nadat Specialty Records het nummer had afgewezen als zijnde te veel pop. Het platenlabel Specialty Records, eveneens gevestigd in Los Angeles, had met opnames in de J&M studio van Cosimo Matassa in New Orleans succes geboekt, waaronder hits met Little Richard en Lloyd Price. Eigenaar Art Rupe - en zijn rechterhand Sonny Bono - vroegen Battiste om in de herfst van 1957 een bijkantoor in New Orleans op te zetten, met als doel het vinden, contracteren en promoten van lokaal talent. Battiste had niet veel succes, maar leerde wel de platenindustrie goed kennen. In februari 1958 nam Battiste voor Specialty met Jerry Byrne  "Lights Out" op, een compositie van MacRebennack en zijn vriend Seth David. De begeleiding was van o.a. Edgar Blanchard op gitaar, Frank Fields op bas, Art Neville op piano en Charles "Hungry" Williams op drums. Harold Battiste zelf speelde saxofoon en produceerde de sessie, de plaat werd een regionale hit, maar haalde de nationale hitlijsten niet.
In 1960 werd hij A&R man voor de labels Ric en Ron Records, waarvoor hij de nr 3 hit "You talk Too Much" van zanger Joe Jones arrangeerde. Omdat Jones ook onder contract stond bij Roulette Records werd de plaat na onderling overleg de hit voor Roulette.

### A.F.O. records
In 1961 richtte Battiste zelf A.F.O. (All For One) Records op, een platenlabel gevormd door een muziekcollectief van Afro-Amerikaanse muzikanten uit de Amerikaanse zuidelijke staten. De groep bestond verder uit Melvin Lastie, John Boudreaux, Alvin Tyler en  Peter Badie. In Juggy Murray van Sue Records vonden zij een landelijke distributeur. In het najaar van 1961 produceerde Battiste de hitsingle "I Know (You Don't Love Me No More)" van Barbara George met begeleiding van het A.F.O.-combo (AFO #302). Het label bracht ook het eerste album van Ellis Marsalis uit, The Monkey Puzzle.
A.F.O. bracht een zestal singles uit via de distributie van Sue Records, voordat de groep in conflict kwam met Juggy Murray. In 1963 verhuisde het muziekcollectief naar Los Angeles, waar het werkte als begeleidingsgroep van Sam Cooke, waarna het uit elkaar viel.

### Los Angeles
Battiste bracht het grootste deel van de 25 jaar na 1963 door in Los Angeles, waar hij nauw samenwerkte met Sonny & Cher (o.a. de instrumentale arrangementen op "I Got You Babe"), Dr. John (op zijn eerste vier albums), Sam Cooke (inclusief "[ I Know] A Change Is Gonna Come"), Ellis Marsalis, Alvin Battiste, saxofonisten Alvin "Red" Tyler en Nat Perrilliat, en drummers Ed Blackwell en James Black.
Battiste werkte mee aan zes gouden platen van Sonny & Cher en trad op als muzikaal leider van hun tv-series. Hij speelde ook piano op de nummers "Whistlin' Past The Graveyard" en "A Sweet Little Bullet from a Pretty Blue Gun" van Tom Waits op Blue Valentine uit 1978, en baritonsaxofoon op het album GP van Gram Parsons uit 1973.

### Terug naar New Orleans
Battiste was ook docent aan verschillende hogescholen, en in 1989 voegde hij zich bij Ellis Marsalis Jr. aan de faculteit Jazz Studies van de Universiteit van New Orleans. Hij richtte de AFO Foundation op, een non-profit dienst- en onderwijsorganisatie, gewijd aan het erkennen, bestendigen en documenteren van het erfgoed van de muziek uit New Orleans, en de mensen die de muziek maken.
Battiste bleef actief in de gemeenschap en was bestuurslid van het Congo Square Cultural Collective, de Louisiana State Music Commission, New Orleans Jazz and Heritage Foundation, Louisiana Jazz Federation, de African Cultural Endowment en tal van andere culturele organisaties. Hij ontving de Beau Arts Award, de Mayor's Arts Award, de Governor's Arts Lifetime Achievement Award en vele andere onderscheidingen. In 1998 riep de stad New Orleans zijn verjaardag uit tot Harold Battiste Day. In 2010 publiceerde de Historic New Orleans Collection zijn autobiografie Unfinished Blues.
Battiste stierf op 19 juni 2015, 83 jaar oud, na een periode van afnemende gezondheid.